# Regine Dobberschütz
Regine Dobberschütz (* 12. Februar 1956 in Leipzig) ist eine deutsche Sängerin in den Genres Blues, Jazz und Soul. Ihre größten Erfolge feierte sie in der DDR, wo sie mit Musikern und Sängern wie Hugo Laartz, Klaus Nowodworski, Wolfgang Fiedler, Hansi Klemm, Günther Fischer und Stefan Diestelmann zusammenarbeitete und zu den eigenwilligsten Vokalsolisten gehörte. Bis 2013 leitete sie gemeinsam mit Eugen Hahn den Jazzkeller Frankfurt.

## Musikalische Entwicklung
Regine Dobberschütz begann mit vier Jahren das Klavierspiel zu erlernen. Ihr Vater war Komponist und Tonmeister. Mit 16 Jahren stand sie bereits mit der Rockband Studio-Team Leipzig auf der Bühne. Bei einem Amateurwettbewerb in Suhl wurde sie von Hans-Joachim „Neumi“ Neumann entdeckt, der sie nach Ost-Berlin holte, wo sie eine Ausbildung als Sängerin an der Musikschule Friedrichshain begann.
Sie brach die Ausbildung ab, als Hugo Laartz sie 1974 in die Modern Soul Band holte. Sie übernahm dort gemeinsam mit Klaus Nowodworski den Gesangspart und prägte mit ihrer Stimme die Band bis 1976. 1977 bis 1978 trat sie mit der Klaus Lenz Big Band auf. Als Wolfgang Fiedler die Band Fusion, die aus dem Kern der Klaus Lenz Band entstanden war, gründete, holte er Regine Dobberschütz und Hansi Klemm als Gesangssolisten in seine Formation.
Als Solistin ging sie mit Axel „Glenn“ Müller (Altsaxophon) und Jürgen Kratzenberg (Bass) auf Tournee und arbeitete mit Günther Fischer und Stefan Diestelmann zusammen. Mit Diestelmann trat sie bei den Bluesmessen in Ost-Berlin auf, bereiste mit ihm die Republik und trat unter anderem 1978 auf dem Erfurter Pressefest auf, wo sich Blueser und Polizei eine regelrechte Schlacht lieferten. Während ihrer Zusammenarbeit mit Günther Fischer entstand der Soundtrack zu dem DEFA-Spielfilm Solo Sunny, ihr größter Erfolg. Ab 1980 arbeitete sie mit dem Wolfgang Fiedler Quintett in verschiedenen Besetzungen. Konzerttourneen unter „Regine Dobberschütz & Freunde“ folgten. 1981 ging Dobberschütz mit Fusion auf eine siebenwöchige Konzerttournee durch den europäischen Teil der damaligen Sowjetunion. Im selben Jahr stellte sie einen Ausreiseantrag. Danach trat Regine Dobberschütz im Duo mit dem Gitarristen Charlie Eitner auf.
1983 heiratete sie Eugen Hahn, den ehemaligen Bassisten der Modern Soul Band. Zusammen verließen sie im selben Jahr oder 1984 die DDR. Von 1986 bis 2013 führten sie gemeinsam den Jazzkeller in Frankfurt am Main. In den 1990er- und 2000er-Jahren trat Dobberschütz dort auch mit dem Trio von Klaus Wagenleiter und vielen anderen Jazzmusikern auf.
Regine Dobberschütz lebt heute wieder in Berlin.

## Diskografie

### Singles
- Schäfchen zählen / Du bist ein Märchenbuch (Amiga)
- Solo Sunny / Come Between Delights (Amiga)

### Mitwirkungen auf Langspielplatten
- mit Modern Soul Band: siehe Modern Soul Band
- 1979 mit Günther Fischer: Günter Fischer (Amiga)
- mit Stefan Diestelmann Folk Blues Band: Hofmusik (Amiga)

### CDs
- live at the jazzkeller
- 2000: 1977 Klaus Lenz  Modern Soul Big Band (DT64-Konzert im Palast der Republik, Buschfunk)

### Aufnahmen auf Samplern
- Die DT64-Story Vol. 1 (Amiga)
- Das waren unsere Hits 3 (BMG)